# 박록주
박록주(朴綠珠(박녹주), 본명: 박명이(朴命伊), 1905년 2월 28일~1979년 5월 26일)는 대한민국의 판소리 대명창이다. 본명은 박명이(朴命伊), 호는 춘미(春眉)로 대한제국 경상북도 선산군에서 태어났다. 록주는 예명이다. 판소리 국가무형문화재 기능 보유자로, 12세부터 소리를 배우기 시작해 박기홍에게서 판소리를 배웠고 1925년을 전후한 20여세 때 1900년대 초기의 명창으로 불리던 송만갑에게 사사했다. 협률사(協律社)에서 활약하다가 남원에 내려가 김정문에게 <흥보가>를 배웠고 김창환)에게 <흥보가> 중 <제비노정기>를 배웠다. 정정렬에게서 <춘향가>를 배웠다. 조선성악연구회·조선창극단·대한국악원 등 판소리계의 일선에서 활약하여 왔다. <흥보가> <춘향가>에 장(長)하고 <춘향가>는 무형문화재 제5호로 지정되었다. 동편제의 꿋꿋한 창법을 간직하고 있다. 판소리 보존연구회 회장 역임.
1928년부터 음반을 취입하여 판소리 음반을 많이 남겼다. 판소리, 창극 등에 능하였으며, 해방 후에는 판소리 교육과 보존에 힘을 쏟았다. 흥보가 및 춘향가의 판소리 예능 보유자로 지정되었으며, 서편제가 다수였던 판소리계에서 동편제의 국보적 존재로 많은 제자를 남겼다.

## 약력
- 1905년 2월 28일 경북 선산군에서 박중근(朴重根[1])과 권순이(權順伊)의 3녀로 태어남. 호적에는 메이지 38년(1905년) 2월 15일에 박재보(朴在普)와 박순이(朴順伊)의 차녀로 태어났다고 기재되어 있다.
- 1916년 부친이 도리사 부근에 머물고 있던 박기홍에게 보내 소리를 배우게 하여, 두 달간 춘향가와 심청가 일부를 배움. 이때 예명을 녹주로 지었다고 한다.
- 1918년 김창환과 김봉이 등에게 단가와 토막소리를 배움. 이어 대구의 달성권번에 다니며 춤, 시조, 소리 등을 배우며 기생 수업을 함.
- 1919년 달성권번에서 김점룡, 임준옥, 조진영 등에게 〈육자배기〉와 〈화초사거리〉를 배움.
- 1921년 함남의 원산부에서 남백우(南百祐)와 만나면서, 한때 남(南)의 첩(妾)이라도 되는양 살림을 차리고, 뒤이어 친정 가족들이 원산으로 이주함.
- 1923년 남백우와의 관계를 모두 절계(絶係, 정리)하고 서울로 올라와 송만갑에게 단가 〈전국명산〉과 《춘향가》·《적벽가》 등을 배우기 시작했으며 수년에 걸쳐 정정렬에게 《춘향가》·《숙영낭자전》, 김정문에게 《흥보가》·《심청가》, 유성준에게 《수궁가》, 김창환에게 《제비노정기》를 배움. 이 때부터 한남권번에 기적을 두고 명창대회 등에 참가하면서 경성부(서울)에 명창으로 이름이 알려짐.
- 1926년 3월, 퇴기 선언 직후, 송만갑 등과 음반을 취입함. 이후 콜롬비아, 빅터 등 수많은 음반사를 통해 판소리 음반을 취입함.
- 1926년 9월 16일 경성방송국의 시험방송에 출연함. 이후 1945년(을유해방 직전)까지 100여 차례 국악방송에 출연함.
- 1928년 김유정을 만남.
- 1930년 조선음률협회에 참여함.
- 1931년 1월 초순, 김정문에게《흥보가》한바탕을 스무이틀 만에 다 배움. (출처:뿌리깊은 나무 1976년 6월호)
- 1931년 5월 2일, 첫 병고로 인해 자살을 기도하나 실패함.
- 1934년 조선성악연구회의 창립에 참여했으며, 창극 《춘향전》·《흥보전》·《심청전》·《숙영낭자전》·《배비장전》·《편시춘》·《옹고집전》·《어촌야화》·《장화홍련전》 등에 출연함.
- 1937년 1월 19일 아버지 박재보(朴在普[2])가 사망함.
- 1948년 9월 당시의 창극 단체가 여성을 푸대접하자, 30여 명의 여성 국악인을 규합해 여성국악동호회를 결성.
- 1950년 한국 전쟁시 정남희 등이 월북을 강요함.
- 1951년 명창 30여 명과 함께 국민방위군 정훈공작대에 편입되어 1952년 초까지 군을 돌며 《열녀화》(烈女化)를 공연함.
- 1952년 눈병으로 인해 한쪽 눈이 실명함. 경북의 대구에서 국극사(國劇社)를 결성함.
- 1960년 급성 폐렴으로 인해 경찰병원에 입원함. 퇴원 후 박귀희에게 흥보가를 가르치기 시작함.
- 1962년 국악예술학교(현재의 전통예술고등학교)에 출강을 시작함.
- 1964년 12월 24일 국가무형문화재 제5호 판소리(춘향가)의 예능보유자로 지정됨.
- 1964년 12월 28일 국악 발전에 끼친 공을 인정받아 공보부장관 공로상을 수상.
- 1968년 문화공보부 장관의 문화재공로상을 수상.
- 1969년 10월 15일 명동 국립극장에서 은퇴 공연을 가지고 공식적인 활동을 마감, 이후 대구·대전·부산에서도 은퇴 공연.
- 1971년 판소리보존연구회를 창립하고, 초대 이사장에 취임.
- 1973년 11월 5일 국가무형문화재 제5호 판소리 흥보가 예능보유자로 재지정됨.
- 1978년 5월 18일 제자발표회와 마지막 공연을 가짐으로써 은퇴.
- 1979년 5월 26일 향년 75세를 일기로 타계.

## 가족 관계
- 아버지: 박재보(朴在普, 1937년 1월 19일 하세. - 개명하기 이전의 이름은 박중근(朴重根).)
- 어머니: 권순이(權順伊) ... 박재보(朴在普)의 재혼 계배 부인
  - 배다른 큰언니 : 박씨 ... 박재보(朴在普)의 사별 초배 부인 유일무이 소생
  - 동복 작은언니 : 박씨
  - 본인: 박록주(朴綠珠(박녹주) - 본명: 박명이(朴命伊))
  - 남동생 태술, 만호, 만술

## 박록주 판소리의 특징
- 동편제

성량이 풍부하고, 남성적이고 깔끔한 목소리를 가지고 있다. 이러한 목소리를 바탕으로, 박기홍·송만갑·김정문 등 동편제의 거장에게 흥보가나 심청가등을 전수받았고, 특히 능했던 흥보가에 이러한 동편제의 특징이 그대로 스며들었다. 고향인 경상도 중서부내륙의 사투리를 그대로 활용하는 것도 특징으로, 이러한 동편제 판소리에 독특함을 부여하고 있다.
정노식 “성량이 거대하여 광대의 본색을 발휘하여 장래의 촉망을 붙이거니와 모즈락스럽게 맺고 끊는 점이 그 특색을 보인다.”
이옥천 “통이 크고 박력이 있으며 부드럽다기보다는 꿋꿋하며 맺고 끊음이 무섭다.”
한농선 “편안하고 포근한 느낌을 주며 우람한 성음이 돋보이는 것이 특기라 할 수 있고 소리를 진행하는 속도가 요즘처럼 느리지 않고 거뜬거뜬하다.”
정성숙 “소릿길이 정대하며 엄한 데가 있다. 서슬 시퍼렇게 몰아치는 창법이 특기다. 진중하면서도 시원한 느낌을 준다.”
- 흥보가

흥보가·심청가·춘향가·숙영낭자전 등의 여러 가지 판소리와 무용, 단가, 창극 등에 능하였지만 특히 흥보가에 능하였다. 1964년에는 국가무형문화재 5호 판소리에 춘향가만 지정되었으므로 춘향가 기능보유자로 등록되었다가, 1973년에 흥보가 기능보유자로 다시 지정되었다. 박록주의 판소리 중에서는 흥보가만 계승되고 있으며, 계보는 다음과 같다.
- 송흥록 - 송광록 - 송우룡 - 송만갑 - 김정문 - 박록주 - 이옥천·한농선(한귀례)·박송희(박정자)·정유진

- 변형

박록주의 소리는 여러 명창에게서 전수된 특징을 그대로 받으면서도, 흥보가 등에서 자신의 소리와 성격에 맞게 변형해 이끌었다. 그러한 결과 박타령·제비노정기 등 흥보가 전반에서 다른 계보로 전승된 동편제 판소리와 비교할 때, 추가된 부분이나 빠진 부분이 자주 나타난다.

## 에피소드
- 박록주보다 3살 연하였던 소설가 김유정이 박록주를 광적으로 짝사랑했으며[5] 훗날 김유정은, 자신의 소설 〈두꺼비〉와 〈생의 반려〉에서 박록주와 유사한 존재를 그려냈다.

## 같이 보기
- 동편제
- 흥보가
- 춘향가
- 판소리
- 박초월
- 김소희